# 田欽祚
田欽祚（?—?），宋朝潁州汝陰（安徽省阜陽市）人。
父田令方，官漢虢州團練使，被伶人靖邊庭叛殺。欽祚早年任後周的殿直，不久改供奉官，從柴榮征淮南，為前軍都監。
入宋，拜為閣門通事舍人，後擢升為西上閣門使。宋灭后蜀后，蜀地又爆发全师雄之乱，田钦祚随归州路先锋都指挥使高彦晖平乱，却秘密逃走，高彦晖战死。
平南唐後，以功加領汾州防御史。970年，契丹六萬騎南下，田欽祚出征，趙匡胤指示他：“敵至即戰，勿與追逐”。欽祚以三千人打敗了契丹六萬人，將其逼退，宋太祖喜曰：“契丹數入寇邊，我以二十匹絹購一契丹人首，其精兵不過十萬人，止費二百萬絹，則敵盡矣。”。
欽祚“性陰狡，多所忤犯，好狎侮同列，人皆惡之。”郭進與田欽祚素不和，屢揭其醜事。太平興國四年，宋太宗命郭進守石嶺關，派田欽祚作監軍。郭進被田欽祚逼死。田欽祚在石嶺關，“恣為奸利諸不法事”，宋太宗知道後，降其為睦州防禦使，仍護石嶺關屯兵。太平興國六年秋，改房州團練使，一年後，又改柳州，當時柳州未開化，多瘴氣，因此感染疾病，欽祚上表求返京，遷郢州團練使。太宗征幽州時，命欽祚與宣徽南院使郭守文為排陣使，但時欽祚有重疾，當晚因太高興而過世。有子田承誨、田承說。

## 延伸阅读
[在维基数据编辑]
 《宋史/卷274》，出自脱脱《宋史》